# Leonard Taplin
Leonard Thomas Eaton Taplin (✰ Malvern, 16 de dezembro de 1895; ✝ Perth, 08 de julho de 1961) foi um tenente aviador que recebeu o título de "Ás da aviação" durante a Primeira Guerra Mundial, durante o período em que ele serviu na Palestina ele foi pioneiro no uso da aerofotografia para cartografia. Depois da guerra, ele se tornou um pioneiro da aviação na Austrália e um cidadão proeminente na cidade que adotou, Port Hedland.